# Cavern Club
The Cavern Club és un club de rock and roll de Liverpool, Anglaterra. Va obrir les portes el 16 de gener de 1957, i allà va ser on The Beatles van realitzar la seva primera actuació el 9 de febrer de 1961, el mateix dia en el qual Brian Epstein els va sentir per primera vegada.

## Primera etapa
Alan Sytner va obrir el club inspirat pel districte de jazz de París, on nombrosos clubs s'ubicaven en soterranis. Sytner va tornar a Liverpool i va voler obrir un club similar a Le Caveau de París. Finalment va trobar un soterrani perfecte pel seu club, que havia estat utilitzat com a refugi antiaeri durant la guerra, i el va inaugurar el 16 de gener de 1957. La primera actuació que s'hi va fer va ser la de la Merseysippi Jazz Band.
El que va començar com un club de jazz va acabar convertint-se en un lloc freqüentat per bandes de música skiffle. Nigel Walley, que havia deixat l'escola als quinze anys per convertir-se en un jugador de golf professional, jugava a golf amb el pare de Sytner, el dr. Joseph Sytner. Un dia, Walley li va preguntar si el seu fill podia portar The Quarrymen a The Cavern, que era un dels tres clubs de jazz que administrava. El Dr. Sytner va suggerir que la banda toqués primer al club de golf per valorar el seu talent, i així ho van fer. Una setmana més tard, Sytner va telefonar a Walley i va oferir a la banda tocar música skiffle a l'entreacte de les actuacions de dues bandes de jazz a The Cavern, el dimecres 7 d'agost de 1957.
Abans de l'actuació, The Quarrymen van debatre sobre la llista de temes que tocarien, ja que no podien tocar cançons de rock and roll, només estava permès tocar música skiffle. Després de començar amb una cançó de skiffle, John Lennon va demanar a la resta del grup que comencessin a tocar "Don't Be Cruel". Davis havia avisat a Lennon que el públic "se'l menjaria viu", però Lennon el va ignorar i va començar a tocar la cançó sol, forçant als altres a acompanyar-lo. A mitja cançó, Sytner es va esmunyir entre la multitud i va entregar a Lennon una nota que deia "talla amb el maleït rock and roll". The Quarrymen van tornar a tocar a The Cavern el 24 de gener de 1958, la qual va ser la primera aparició de Paul McCartney al club. (George Harrison va tocar-hi per primera vegada en una sessió de migdia el 9 de febrer de 1961).
Sytner va acabar venent The Cavern Club a Ray McFall el 1959, després de mudar-se a Londres. A principis de 1960 van començar a freqüentar el club bandes de blues i grups de beat. La primera nit de beat  va ser el 25 de maig de 1960, amb l'actuació de Rory Storm and the Hurricanes (que incloïa a Ringo Starr com a bateria). A principis de 1961, Bob Wooler era el presentador i organitzador de les sessions de migdia.

## The Beatles i d'altres

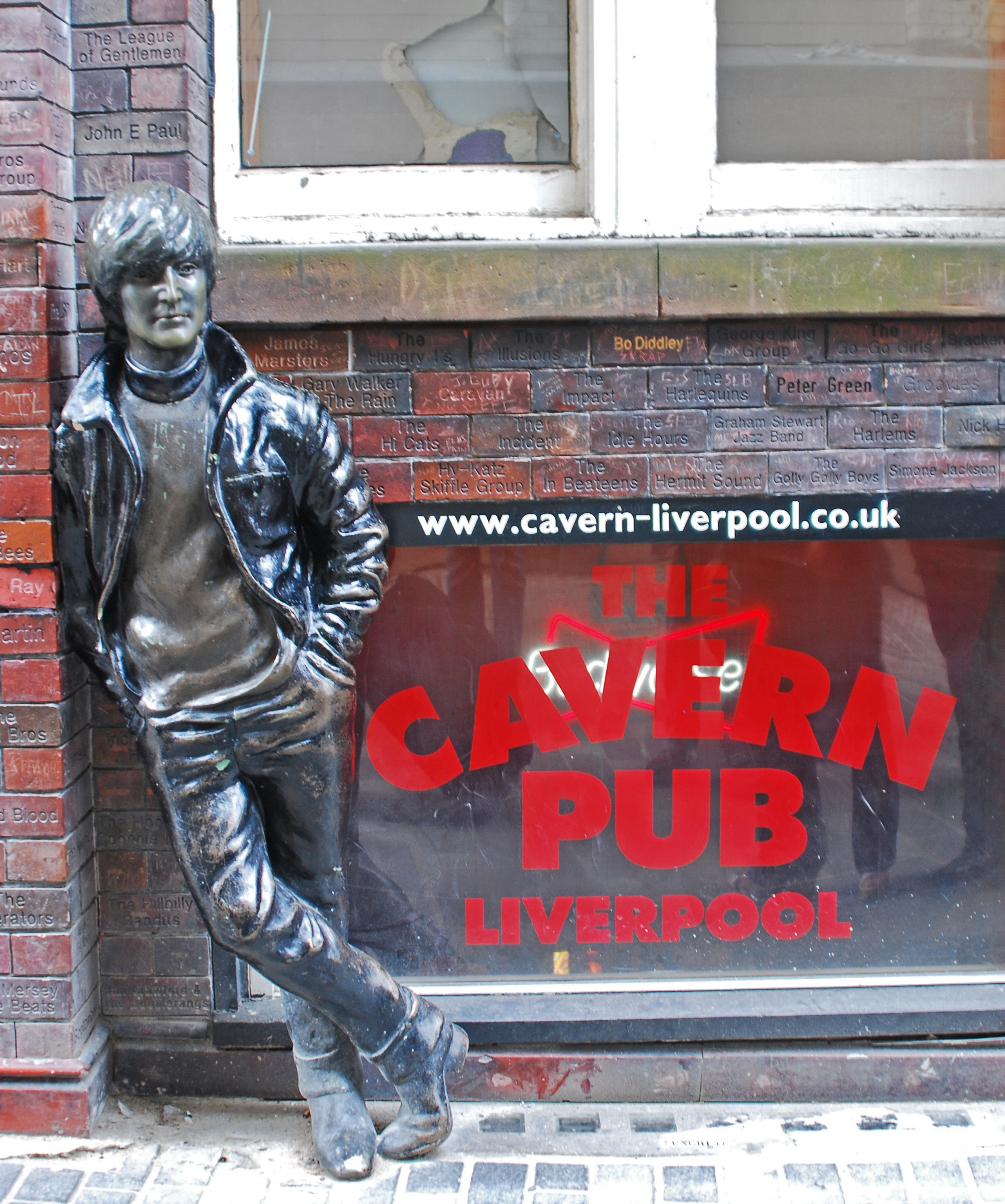
L'escultura de John Lennon fora de The Cavern va ser inaugurada el 16 de febrer de 1997.

The Beatles van fer la seva primera actuació en una sessió de migdia el dijous
 9 de febrer de 1961. Havien tornat a Liverpool d'Hamburg, Alemanya, on havien estat tocant a The Indra i The Kaiserkeller. L'espectacle que oferien havia experimentat molts canvis, i una part de l'audiència creia que es tractava d'una banda alemanya.
De 1961 a 1963, The Beatles van realitzar 292 actuacions al club, l'última de les quals va ser el 3 d'agost de 1963, un mes després que enregistressin "She Loves You ", i només sis mesos abans del seu primer viatge als Estats Units. En aquella època, Brian Epstein havia promès als propietaris del club que The Beatles tornarien algun dia, però la promesa mai es va complir. Llavors, la “Beatlemania” havia esclatat a Anglaterra, i el petit club ja no podia satisfer la demanda d'audiència del grup. Durant 1962, The Hollies van ocupar el lloc de The Beatles a The Cavern Club. The Beatles s'havien llicenciat al club i havien firmat per Parlophone, del grup EMI, amb el productor George Martin. La quantitat d'activitat musical a Liverpool i Manchester va causar que els productors que mai havien provat sort més lluny de Londres comencessin a fixar-se al nord d'Anglaterra.
A la dècada següent, es van dur a terme al club una gran varietat d'actuacions populars, incloent-hi les de The Rolling Stones, The Yardbirds, The Kinks, Elton John, Queen, The Who i John Lee Hooker. La futura estrella Cilla Black va treballar-hi com a noia del guardarroba en els dies previs a que li arribés la fama. Es va obrir un estudi de gravació al soterrani d'un edifici contigu, dirigit per Nigel Greenberg i Peter Hepworth. El club va tancar el març de 1973 i es va ocupar durant les obres de la xarxa ferroviaria de Merseyrail. Jan Akkerman i el grup neerlandès Focus van ser els últims de tocar a The Cavern pocs dies abans que tanquessin el club el maig de 1973.

## The Cavern Club avui en dia

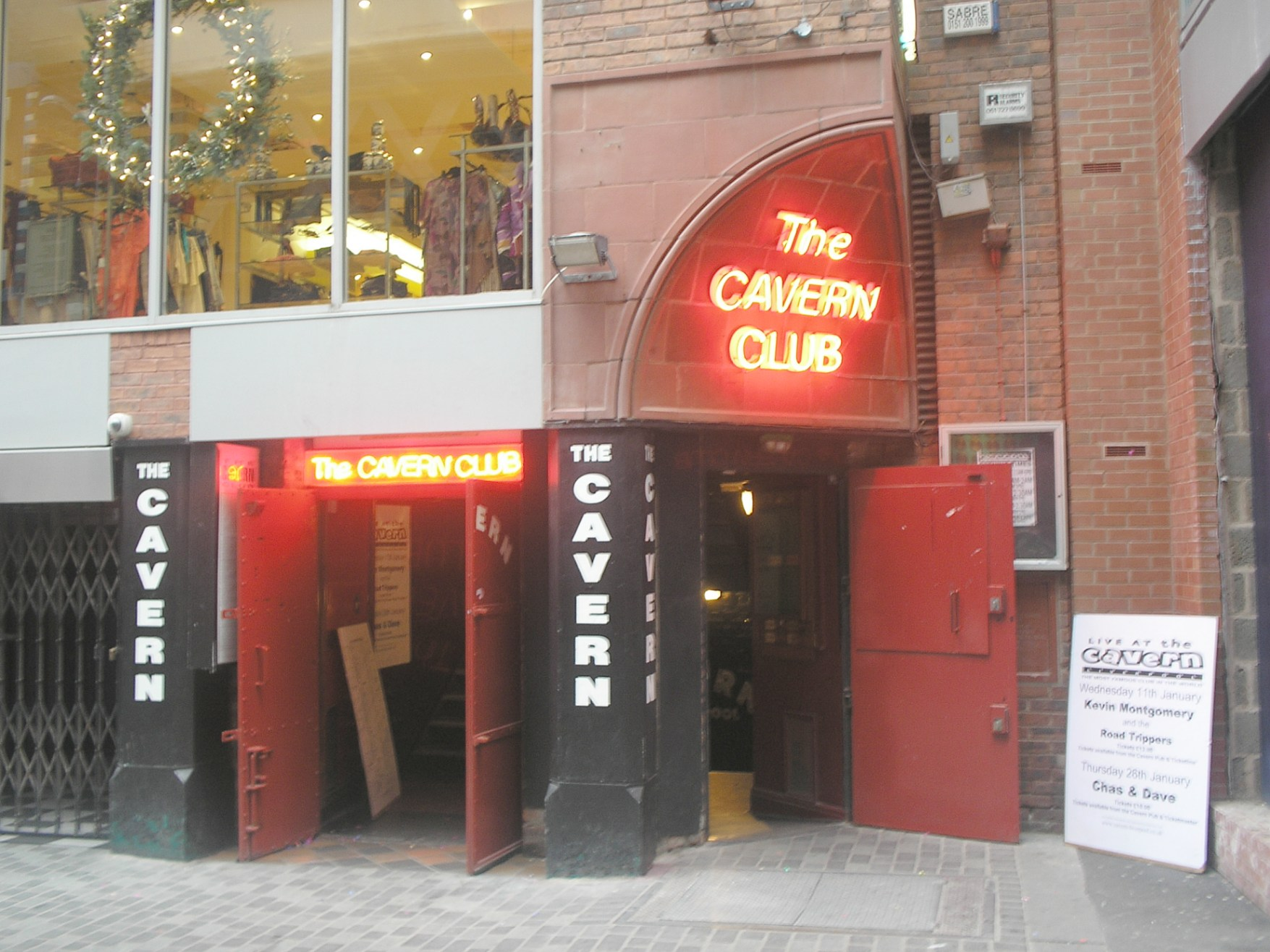
Vista externa del “nou” Cavern Club, gener de 2006

L'abril del 1984, el club va passar a ser dirigit pel jugador del Liverpool Football Club Tommy Smith, associat amb Royal Life. Va ser reconstruït amb moltes de les mateixes totxanes que s'havien utilitzat per construir-lo la primera vegada, ocupant gairebé un 50% del lloc original. El nou disseny s'havia d'assemblar a l'original tant com fos possible. Es tractava d'un període difícil, amb grans canvis econòmics i polítics a Liverpool i al seu voltant, i el club només va sobreviure fins al 1989, quan van sorgir dificultats econòmiques i el van tancar durant 18 mesos. L'any 1991, dos amics, el professor Bill Heckle i el taxista de Liverpool Dave Jones, van reobrir The Cavern. Encara avui porten el club, i s'han convertit en els propietaris que han portat el club durant més temps en la seva història. A més de ser un atractiu turístic conegut mundialment, el club continua funcionant principalment com a local de música en directe. La política musical varia des de música pop clàssica dels 60, 70, 80 i 90, fins a indie, rock i superèxits actuals.
El desembre de 1999, l'antic Beatle Paul McCartney va tornar a l'escenari del nou Cavern Club per fer la seva última actuació de 1999 i promocionar el seu nou àlbum, Run Devil Run. The Cavern Club encara està obert i és un dels escenaris més famosos del Regne Unit. Cada setmana hi actuen en directe unes 40 bandes, tot i que la majoria interpreten el seu propi material. La sala de darrere de The Cavern és el lloc més sovint utilitzat per actuacions de gira i esdeveniments de pagament, i recentment ha albergat les actuacions de The Wanted, Adele i Jessie J. El local també ha estat la seu d'actuacions de joves promeses, les quals han tingut l'oportunitat de tocar el seu propi material original. Recentment, l'escenari ha subcontractat les noves promocions musicals al grup Jar Music.
La sala de davant és la principal atracció turística, on la gent va a fer-se la fotografia al famós escenari de The Cavern, amb els noms de les bandes que hi han actuat escrits a la paret de darrere. Aquesta sala acull música en directe de dilluns a dijous des de les 4 de la tarda fins mitjanit, i divendres, dissabte i diumenge tanca a les 12pm amb diverses actuacions en les quals s'interpreten cançóns conegudes d'ahir i d'avui. Entre novembre de 2005 i setembre de 2007, a la sala de davant de The Cavern s'hi duia a terme el Cavern Showcase, una organització i esdeveniment iniciat per l'estrella dels anys 60 Kingsize Taylor, la seva dona Marga i el seu millor amic Wes Paul. Cada diumenge es duia a terme el Cavern Showcase, en el qual hi participaven bandes dels anys 60, com The Mojos i The Undertakers. The Cavern també es fa servir com a escenari de pre-escalfament de les gires d'alguns artistes, amb actuacions semi-secretes anunciades a l'últim moment. Arctic Monkeys van fer-ho l'octubre de 2005, així com molts altres abans seu, entre ells Travis i Oasis.
El novembre de 2008 la campanya perquè retiressin la totxana de Gary Glitter al mur de la fama va tenir èxit, però va ser substituïda per una placa de bronze erigida prop d'on hi havia hagut la totxana. La placa informa al lector que les totxanes de dos antics artistes de The Cavern (Glitter i Jonathan King) han estat retirades.

## Tributs a The Cavern Club

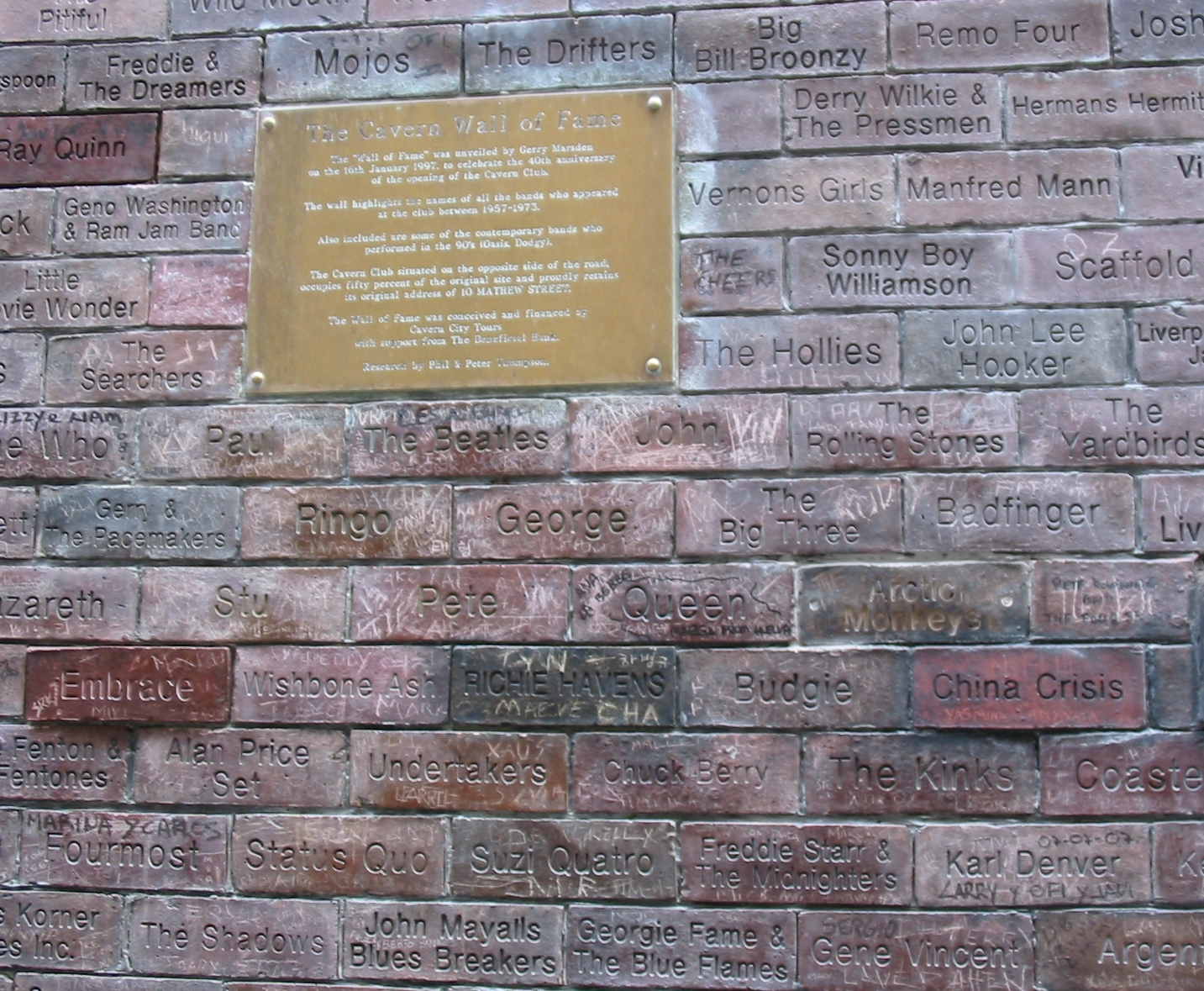
El mur de la fama de The Cavern

Existeixen clubs de tribut a The Cavern a Dallas, Buenos Aires, Tòquio, Adelaida, Wellington, i Teguise, a Lanzarote. Un club d'aparença similar va aparèixer a la seqüència d'obertura de la pel·lícula Across the Universe, en homenatge als inicis de The Beatles, tot i que mai es va mencionar el nom del club. El metratge d'aquesta escena es va rodar a The Cavern Club. The Cavern Club és la primera pantalla del videojoc The Beatles: Rock Band.

## Altres temes
- Spencer Leigh, The Cavern : The Most Famous Club in the World, The Story of the Cavern Club, SAF Publishing, 2008, 224 pp. EAN 978-0946719907
- Phil Thompson, The Best of Cellars : The Story of the World famous Cavern Club, The Bluecoat Press, 1994, 208 pp. EAN 978-1872568164. Rev. & upd. ed. by NPI Media Group, 2007, 192 pp, EAN 978-0752442020